# أيلاند ليك (إلينوي)
أيلاند ليك (بالإنجليزية: Island Lake, Illinois)‏ هي منطقة سكنية تقع في الولايات المتحدة في إلينوي. يقدر عدد سكانها بـ 8,080 نسمة .

## الموقع الجغرافي
الموقع الجغرافي للمناطق المحيطة بهذه النقطة هو كالتالي: